# Sto tysięcy
100000 (sto tysięcy) – liczba naturalna następująca po 99999 i poprzedzająca 100001.

## Określenie liczby 100 000
W Indiach, Pakistanie i w Azji Południowej zamiast określenia sto tysięcy się używa nazwy „lakh”, którą się pisze jako 1,00,000. W notacji wykładniczej liczbę 100000 zapisuje się jako 105. Także język tajski, laoski, khmerski i wietnamski mają osobną pisownię tego wyrazu: แสน, ແສນ, សែន.

## Wartości liczby 100 000
W astronomii, 100 000 metrów = 100 kilometrów ≈ 62 mile jest wysokością, na której Fédération Aéronautique Internationale (FAI) określa rozpoczęcie lotów kosmicznych.

## W matematyce
- 100 003 – najmniejsza 6-cyfrowa liczba pierwsza
- 100 255 – liczba Friedmana
- 832 040 – liczba Fibonacciego
- 873 612 – 11 + 22 + 33 + 44 + 55 + 66 + 77
- 909 091 – unikatowa liczba pierwsza
- 999 983 – największa 6-cyfrowa liczba pierwsza

## W religiach
- 124 000 – liczba islamskich proroków
- 144 000 – liczba o znaczeniu religijnym